# Olympische Winterspiele 1992/Teilnehmer (Costa Rica)
| Gelbes Symbol für Goldmedaillen mit stilisierten Olympischen Ringen | Graues Symbol für Silbermedaillen mit stilisierten Olympischen Ringen | Braundes Symbol für Bronzemedaillen mit stilisierten Olympischen Ringen |
| ------------------------------------------------------------------- | --------------------------------------------------------------------- | ----------------------------------------------------------------------- |
| —                                                                   | —                                                                     | —                                                                       |

Costa Rica nahm an den Olympischen Winterspielen 1992 im französischen Albertville mit vier Sportlern im alpinen Skilauf teil.
Dies war die bisher größte costa-ricanische Mannschaft bei Olympischen Winterspielen.

## Teilnehmer nach Sportarten

### Ski Alpin
- Julián Muñoz
Riesenslalom → 90. (+1 min 39,53 s)
Slalom → 64. (+1 min 59,72 s)
- Alejandro Preinfalk
Riesenslalom → 91. (+2 min 42,08 s)
Slalom → 65. (+2 min 44,74 s)
- Gabriel Chernacov
Riesenslalom → DNF
- Martín Chernacov
Riesenslalom → DNF